# Międzyrzecz
Pour les articles homonymes, voir Międzyrzecz.
Międzyrzecz (en allemand : Meseritz) est une ville de Pologne dans la voïvodie de Lubusz qui compte 18 310 habitants (au 30 juin 2017). Elle est le chef-lieu du powiat de Międzyrzecz, ainsi que de la gmina de Międzyrzecz.

## Situation géographique
Międzyrzecz est située dans l’ouest de la région historique de Grande-Pologne, au confluent de l’Obra et Paklica (pl), à 48 km au sud de Gorzów Wielkopolski (capitale de la voïvodie) et à 68 km au nord de Zielona Góra (siège de la diétine régionale). Elle est entourée par des forêts et des lacs.
La voie rapide S3 (partie de la route européenne 65) passe à côté de la ville, connectant les villes de Gorzów Wielkopolski au nord et de Świebodzin au sud.

## Histoire
La localité apparaît au IXe siècle. Elle devient rapidement une place forte du territoire des souverains polonais de la dynastie Piast, protégée par des remparts en bois et en terre. Un marché s’y tient. La première mention historique d'une abbaye à Meserici date de 1005, lorsque le chroniqueur allemand Dithmar décrit une bataille qui a opposé le roi Henri II au duc Boleslas Ier de Pologne. 

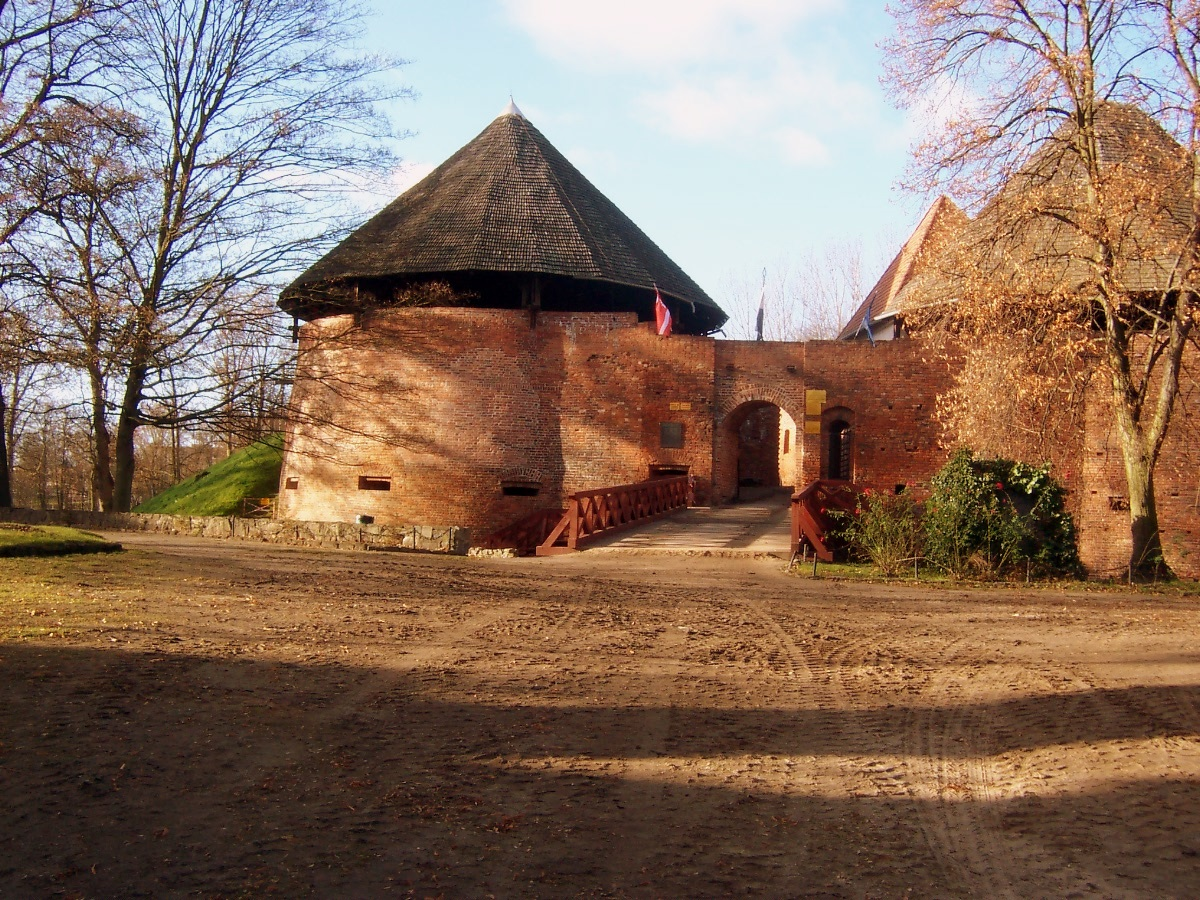
Les ruines du château.

La situation géographique de Międzyrzecz avait une grande importance stratégique ; aux XIIe et XIIIe siècles, un castellan y réside. La place forte a un rôle essentiel dans la défense de la frontière occidentale du duché de Grande-Pologne avec les domaines de la Nouvelle-Marche sous le règne des margraves de Brandebourg qui s’en emparaient brièvement à plusieurs reprises. Międzyrzecz reçoit les privilèges urbains avant 1248, confirmés par le roi Casimir IV Jagellon en 1485. L’économie se développe grâce à plusieurs routes commerciales qui traversent la ville (les routes Gniezno-Magdebourg, Szczecin-Wrocław et Szczecin-Cracovie). De nombreux artisans (surtout des drapiers) viennent s’installer dans la ville. À partir du XVe siècle, la ville devient le siège d’un staroste. Un siècle plus tard, la ville devient un des centres du protestantisme. De nombreux Juifs s’installent aussi dans la ville. Au début de la première guerre du Nord, en 1655, la ville est dévastée par les Suédois. De 1780 à 1807, elle est un centre important du commerce des textiles en Europe.
La ville est annexée par le royaume de Prusse en 1793, après le Second partage de la Pologne. Le 26 novembre 1806, après les victoires françaises d'Iéna et d'Auerstaedt, l'empereur Napoléon Ier s'arrêta à Międzyrzecz. La ville rejoint le duché de Varsovie éphémère en 1807 avant de retourner à la Prusse par résolution du congrès de Vienne en 1815. De 1818 à 1945, Meseritz est le chef-lieu de l'arrondissement de Meseritz dans le district de Posen. Après la Première Guerre mondiale, elle faisait partie de la province de Posnanie-Prusse-Occidentale. Pendant la Seconde Guerre mondiale, la caserne de Nipter au sud a un rôle important sur les lignes de défense Oder-Warthe-Bogen de l’Allemagne nazie. Meseritz héberge aussi l'institut Obrawalde, un hôpital psychiatrique ouvert en 1904, où pendant la période nazie, entre 1942 et 1945, plusieurs milliers de patients sont « euthanasiés ».
Le 30 janvier 1945, l’Armée rouge s’empare de la ville de Mesritz qui redevient polonaise le 15 mars 1945 et reprend son nom de Międzyrzecz. Tous les Allemands sont expulsés et elle est repeuplée de Polonais expulsés à l'annexion des territoires orientaux de la Pologne, par l’URSS.

## Attractions touristiques
- Les ruines du château du roi Casimir III le Grand (du XIVe siècle)
- La maison des starostes (1719) - transformée en musée (depuis 1947)
- L’église paroissiale de style gothique du XIVe siècle
- L’hôtel de ville (1581) - actuel 1813
- La synagogue néoclassique (1824)
- L’église paroissiale de style classicisme (1834)
- Le complex de l'hôpital psychiatrique Międzyrzecz-Obrzyce, érigé entre 1901 et 1904
- Les fortifications allemandes de la Seconde Guerre mondiale - Międzyrzecki Rejon Umocniony (1934-1936)
- Canoë-kayak - Obra et Paklica (pl)

## Économie
- Industries alimentaires
- Production de matériaux de construction
- Production de machines
- Industrie du cuir
- Production de vêtements
- Imprimerie
- Construction

## Transports
Międzyrzecz est desservie par la voie rapide S3 qui la contourne par l'ouest, via les sorties  9 Międzyrzecz Północ,  10 Międzyrzecz Zachód et  11 Międzyrzecz Południe.

## Jumelages
Międzyrzecz est jumelée avec les communes de :
- Andrésy (France) (depuis 1997) ;
- Bad Freienwalde (Allemagne) (depuis 2001) ;
- Berlin-Wilmersdorf (Allemagne) (depuis 1993) ;
- Halderberge (Pays-Bas) (depuis 1988) ;
- Haren (Allemagne) (depuis 1991) ;
- Vlagtwedde (Pays-Bas) (depuis 1991).

## Sports
- MKS Orzeł Międzyrzecz (fondé le 15 avril 1945) – un club amateur de football masculin (division 6)
- KS Orzeł Międzyrzecz – un club amateur de volley-ball masculin (division 3)
- MKT Tenis Club Poland-Orzeł Międzyrzecz (fondé le 15 novembre 1993) – un club du tennis féminin et masculin
- MSBS Międzyrzecz – un club du bridge masculin
- UKS Kasztelan Międzyrzecz – un club sportif de jeunesse
- UKS Gimnazjum 1 Międzyrzecz – un club sportif de jeunesse
- UKS Orliki Międzyrzecz – un club sportif de jeunesse
- UKS Trójka Międzyrzecz – un club sportif de jeunesse
- UKS Dowbor Międzyrzecz – un club sportif de jeunesse